# Повитно
Повитно (укр. Повітно) — село в Городокской городской общине Львовского района Львовской области Украины.
Население по переписи 2001 года составляло 881 человек. Занимает площадь 8,86 км². Почтовый индекс — 81510. Телефонный код — 3231.